# Irina Nikolajewna Belowa
Irina Nikolajewna Belowa (russisch Ирина Николаевна Белова, engl. Transkription Irina Belova; * 27. März 1968 in Angarsk) ist eine ehemalige russische Siebenkämpferin.
Sie war 1,75 m groß und hatte ein Wettkampfgewicht von 61 kg.

## Leben
Irina Belowa gewann vier internationale Medaillen:
- SILBER bei den XV. Olympischen Sommerspielen 1992 in Barcelona

Mit 6845 Pkt. lag sie deutlich hinter Jackie Joyner-Kersee (Gold mit 7044 Pkt.) und ebenso deutlich vor der Drittplatzierten Sabine Braun (Bronze mit 6649 Pkt.)
- BRONZE bei den Weltmeisterschaften 1991 in Tokio

mit 6448 Pkt. hinter Sabine Braun (Gold mit 6672 Pkt.) und der Rumänin Liliana Năstase (Silber mit 6493 Pkt.)
- SILBER bei den Halleneuropameisterschaften 1998 in  Valencia

mit 4631 Pkt. hinter der Polin Urszula Włodarczyk (Gold mit 4808 Pkt.) und vor der Deutschen Karin Specht (Bronze mit 4523 Pkt.)
- SILBER bei den Hallenweltmeisterschaften 1999 in Maebashi

mit 4691 Pkt. hinter Le Shundra Nathan (USA) (Gold mit 4753 Pkt.) und vor der Polin Urszula Włodarczyk (Bronze mit 4596 Pkt.)
Ohne Medaillenerfolg nahm sie an zwei weiteren Europameisterschaften teil:
- 1990 in Split (Platz 4 mit 6521 Pkt.; es siegte Sabine Braun mit 6688 Pkt.)
- 1998 in Budapest (Platz 5 mit 6375 Pkt.; es siegte die Britin Denise Lewis mit 6559 Pkt.)

Bei den Weltmeisterschaften 2001 in Edmonton kam sie mit 6061 Pkt. auf Platz 8 (Es siegte Jelena Prochorowa mit 6694 Pkt.). Anschließend beendete sie ihre Karriere.
Im Jahr 1992 gewann sie ihre einzige Landesmeisterschaft (6523 Pkt.).
Im Jahr 1993 wurde sie nach einer positiven Doping-Probe für vier Jahre gesperrt.

## Persönliche Bestleistungen
| - Siebenkampf – 6845 Pkt. (1992) - 200-Meter-Lauf – 23,34 s (1992) - 400-Meter-Lauf – 52,87 s (1991) - 800-Meter-Lauf – 2:02,06 min (2001) - 100 m Hürden – 13,25 s (1992) |  | - Hochsprung – 1,88 m (1992) - Weitsprung – 6,82 m (1992) - Kugelstoßen – 14,12 m (2001) - Speerwurf – 44,64 m (1999) |